# Jagdpanzer IV
Jagdpanzer IV (Sd.Kfz. 162) byl německý stíhač tanků, který vznikl na podvozku německého tanku PzKpfw IV. Stroj byl vyvinut v průběhu roku 1943 a jeho různé varianty byly vyráběny od ledna 1944 do března 1945. Jagdpanzery se používaly zejména v bojích na východní frontě, kde se staly obávanými protivníky sovětských tanků. Celkem bylo vyrobeno přibližně 2 000 stíhačů tanků.

## Vývoj
V září roku 1943 sepsal německý zbrojní úřad požadavky na nové útočné dělo. Jeho hlavním úkolem mělo být ničení obrněných vozidel a mělo navazovat na útočné dělo StuG III, které se osvědčilo v bojích proti tankům T-34 a KV-1 na východní frontě. Mělo se jednat o stroj s nízkou siluetou a se skloněným čelním pancířem, vyzbrojený nově vyvinutým kanonem KwK 42 L/70 ráže 75 mm, který byl montován do tanků Panzer V Panther. Vývojem tohoto stroje byla pověřena firma Vomag. Kvůli nedostatku dlouhých děl Kwk 42 L/70, které byly přednostně montovány právě do tanků Panther, bylo rozhodnuto o dočasném využití slabších děl PaK 39 L/48.
V květnu 1943 předvedla firma Vomag model vyvíjeného nového útočného děla na podvozku tanku Panzer IV Ausf. F. Model byl přijat docela pozitivně, avšak bylo navrženo několik úprav. První prototyp byl předveden v říjnu téhož roku, avšak byl vyroben z měkké nepancéřované oceli. Nový stroj dostal trup s ostrým nosem. Jeho horní deska měla tloušťku 60 mm a byla skloněná pod úhlem 45 stupňů, dolní deska byla silná 50 mm pod úhlem 55 stupňů. Čelo kabiny bylo 60 mm silné pod úhlem 50 stupňů. V prosinci byly vyrobeny další dva nebo tři prototypy, avšak již se skutečným pancéřováním. Tyto stroje jsou v literatuře označovány také jako předsérie či nultá série. Sériová výroba začala v lednu 1944 pod názvem Jagdpanzer IV Ausf. F, ačkoliv se již používaly podvozky tanku Panzer IV Ausf. H a následně Ausf. J. Produkce probíhala v továrně firmy Vomag v saském Plavnu, kde postupně nahradila produkci tanků Panzer IV. V květnu 1944 bylo rozhodnuto o posílení předního pancéřování horní desky trupu a bojové kabiny z 60 mm na 80 mm. To však neúnosně zatížilo přední část vozidla, proto byla mimo jiné odstraněna úsťová brzda kanonu.
Již při začátku sériové výroby v lednu 1944 zopakoval Adolf Hitler svůj požadavek na vyzbrojení stroje kanonem Kwk 42 L/70. Prototyp přezbrojeného vozidla mu byl představen v den jeho narozenin 20. dubna 1944. Upravený kanón nesl označení PaK 42 L/70 či StuK 42 L/70. Pro nový stíhač tanků byl vymyšlen název Panzer IV/70 (V). Hitler byl novým vozidlem tak nadšen, že začal požadovat úplné zastavení výroby tanků Panzer IV a její nahrazení výrobou tohoto stíhače tanků. Ukončení produkce nejvyráběnějšího německého tanku a rychlý přechod na výrobu nového typu však nebyl možný. Firma Alkett proto přišla s prototypem stíhače Panzer IV/70 (A), jež spočíval v instalaci kabiny stíhače Panzer IV/70 (V) na standardní podvozek tanku Panzer IV. Prototyp byl představen v červenci 1944 a ihned bylo objednáno 300 kusů. Plánovaný přechod na produkci typu Panzer IV/70 (V) se však nikdy neuskutečnil, tanky Panzer IV a stíhače Panzer IV/70 (A) zůstaly ve výrobě do konce války.

## Varianty
- Jagdpanzer IV Ausf. F (také Jagdpanzer IV L/48) – Vyzbrojen kanonem PaK 39 L/48 ráže 75 mm. Sériová produkce probíhala od ledna do listopadu roku 1944. Celkem bylo vyrobeno 769 nebo 784 kusů.
- Panzer IV/70 (V) – Vyzbrojen dlouhým kanonem StuK 42 L/70. Symbol (V) označuje designéra Vomag. Od srpna 1944 do konce války bylo vyrobeno 930 až 940 kusů.
- Panzer IV/70 (A) – Navržen jako dočasné řešení před přechodem na výrobu strojů Panzer IV/70 (V). Symbol (A) označuje designéra Alkett. Od srpna 1944 do konce války bylo vyrobeno 278 kusů.